# Everybody's Trying to Be My Baby
«Everybody's Trying To Be My Baby» es una canción compuesta por Carl Perkins adaptada de una canción similar por Rex Griffin (Decca, 1936). Perkins grabó la canción en 1957, y fue interpretada por The Beatles en 1964. 
Perkins había cambiado la música y añadió sus propios versos, pero mantuvo el estribillo y adaptó dos versos de la canción de Griffin Rex. Perkins cambio el tema de la canción. En la versión de Griffin, esta trata acerca  de un bebedor de whisky, mujeriego y que bebe a la luz de la luna. En la versión de Perkins hay un verso adicional que no se encuentra en la canción de Griffin. Perkins añadió dos nuevos versos, cambió el título de la canción, y escribió una música totalmente nueva. 
Más tarde fue versionada por Johnny Cash y Bruce Springsteen en concierto en 1998 como un homenaje a Carl Perkins. 

## La versión de The Beatles
The Beatles grabaron "Everybody's Trying To Be My Baby", el 18 de octubre de 1964 en los Estudios EMI en Abbey Road, Londres, con George Harrison en la voz. Fue lanzada por primera vez como la última canción de Beatles for Sale en el Reino Unido y a finales de ese año, como la última pista del álbum estadounidense Beatles '65. 
La grabación termina con un falso final, con la última frase que se repite después de que la canción parezca haberse detenido. Una versión grabada en vivo en el Star-Club de Hamburgo en diciembre de 1962 contenía cuatro de estas frases.
The Beatles también grabaron "Everybody's Trying To Be My Baby" en junio de 1963 para el programa de radio de la BBC Pop Go The Beatles, y en noviembre de 1964 para Saturday Club. La grabación de este último puede ser escuchado en Live at the BBC.
The Beatles la grabaron en vivo después de que fuera lanzada la versión de estudio . Una versión grabada en el Shea Stadium el 15 de agosto de 1965 fue incluida en Anthology 2. 

### Personal
- George Harrison - voz, guitarra líder (Gretsch Tennessean) y guitarra eléctrica (Gretsch Country Gentleman).
- John Lennon - guitarra rítmica acústica (Gibson J-160e) y guitarra rítmica (Rickenbacker 325c64).
- Paul McCartney - bajo (Höfner 500/1 63').
- Ringo Starr - batería (Ludwig Super Classic) y pandereta.

Personal por The Beatles Bible.

## Propiedad actual y la administración de la canción
La canción es actualmente propiedad de la familia Perkins y administrada por la empresa del ex Beatle Paul McCartney, MPL Communications, y sigue con los créditos de Perkins.